# Clistopyga moraviae
Clistopyga moraviae là một loài tò vò trong họ Ichneumonidae.